# Kyberantropologie
„Kyberantropologie se zabývá studiem člověka a proměn lidské interakce v kontextu moderních počítačových, informačních a komunikačních technologií.“ Její náplní je analýza významů a hodnot, které vznikají při vzájemném působení uživatele a kybernetického systému, zkoumá tedy dopad digitálních technologií na člověka, analyzuje vztah mezi reálným prostorem a kyberprostorem a snaží se pochopit diskurzy a praktiky uživatelů počítačů a digitálních technologií. Výzkumná metoda kyberantropologie se nazývá kyberetnografie.

## Dějiny konceptu
První počátky kyberantropologie můžeme hledat u antropologů, kteří studovali moderní technologie a jejich zásah do kulturně odlišných skupin. V 90. letech se zvyšuje zájem o tzv. politickou ekonomii kyberkultury, která představuje vztah mezi informací a kapitálem, kdy předmětem výzkumu se mohou stát například „politické a ekonomické vztahy mezi rozvinutými a rozvojovými zeměmi v kontextu informačních a komunikačních technologií.“ Velkým stimulem pro rozvoj kyberantropologie, kdy se předmětem zájmu staly moderní technologie a komunikační sítě, byla expanze internetu, který propojil milióny lidí po celém světě. „Prostřednictvím internetu lidé vstoupili do kyberprostoru, kde začali vytvářet diferencované zájmové skupiny, vykazující rysy subkultury.“ Tyto virtuálně spojené skupiny začaly vykazovat své specifické znaky jako jazyk, vzorce myšlení a chování a vytvořily tak oblast hodnou antropologického zkoumání. Předmětem studia se tak může stát například internetový jazyk, komunikační prostředky či identita. Základy etablování kyberantropologie jako vědy položil v roce 1994 americký antropolog Antonio Escobar ve své studii Vítejte v Kybérii: Poznámky k antropologii kyberkultury. Za předmět bádání kyberantropologie označil„etnografické studium hranic mezi lidmi a stroji, které jsou specifické pro společnosti pozdního 20. století.“„Cílem kyberantropologických výzkumů je přispět k pochopení diskurzů a praktik uživatelů počítačů a informačních technologií, analyzovat vztah mezi reálným prostorem a kyberprostorem a interpretovat fenomén kyberkultury jako specifický životní styl sdílený a předávaný příslušníky různých typů internetových subkultur.“ Uvádí na antropologickou scénu pojem kyberkultura, jehož prostřednictvím analyzuje proměny, které se v moderní společnosti začaly vyvíjet po nástupu moderních technologií do všedního života. Kyberkultura jako „soubor diskurzů a kulturních praktik, které jsou spojeny s využíváním informačních a komunikačních technologií“ se tak stala jednou z hlavních zájmů kyberantropologických výzkumů, které analyzují strukturu symbolického světa, sdílený způsob života lidí, vzájemné ovlivňování virtuálního a reálného světa, sociokulturní komunikaci online, kyberprostorový diskurz, proměny identit jedinců v kyberprostoru, důsledky informačních a počítačových technologií pro život člověka v postmoderní kultuře a společnosti.

## Tematické oblasti
Mezi oblasti, kterým se kyberantropologie věnuje, patří:
1. Produkce a využívání nových informačních a komunikačních technologií jako nástrojů antropologické výuky a výzkumu.
2. Vliv vědy a informačních technologií na představivost, estetické technonarace a technoliterární praktiky vznikající v kyberprostoru.
3. Kyberkulturní texty (literatura, hudba, film, videohry) a komunikace zprostředkovaná počítačem a internetem.
4. Vztah mezi internetovou komunikací, sociální strukturou a kulturní identitou.
5. Komunity založené na využívání počítačů a internetové infrastruktury.
6. Tok informací a informačních kategorií v lokálním i globálním kontextu.
7. Informační kapitalismus a politická ekonomie kyberkultury.
8. Kyberpunk a jeho vliv na životní styl v době postmoderny.

## Významní badatelé
Mezi významné vědce, kteří svou prací přispěli k rozvoji kyberantropologie můžeme jmenovat například Davida Bella, který se ve své studii Úvod do kyberkultury zabývá „nad vztahem mezi kyberprostorem, každodenností a naracemi.“. Je přesvědčen, že příběhy na téma moderních informačních technologií významně ovlivňují naše životy.
Za první antropologickou studii o internetu lze označit práci Internet: Etnografický přístup náležící autorům Danielu Millerovi a Donu Slaterovi, kteří prováděli výzkum na karibském ostrově Trinidad, kde zkoumali, jak místní obyvatelé využívají internet a jeho nástroje (email, diskuzní fóra, webové stránky, atd). „Předmětem analýzy bylo zjistit, „jak se členové určité kultury doma pokoušejí vytvořit transformující se komunikační prostředí, jak mohou sami sebe v tomto prostředí nalézat a současně se snažit učinit je součástí svého vlastního obrazu.“
Důležitou osobností je také Manfred Kremser z Vídeňské univerzity, který od roku 1994 pořádá cykly přednášek na kyberantropologická témata. Mezi jeho terénní činnost jsou zahrnuty výzkumy věnované analýze afrokaribských náboženství v kyberprostoru, kde prokázal, že mnohé původní náboženské praktiky ztratily pod vlivem informačních technologií svůj lokální charakter a staly se široce dostupnými a globálními a reinterpretují se podle nových kontextů.
Na Kremssera navázali Mark Wilson, který analyzoval, zda historické vykořisťování afrického lidu pokračuje i v kyberprostoru a Phillip Budka, který se zabýval užíváním internetu v afrických domorodých skupinách.
Dalším významným teoretikem je David Hakken, jenž ve své práci Cyborgs@Cyberspace, An Ethnographer looks to the Future propaguje etnografický přístup ve výzkumu kybernetických sociálních systémů. Operuje zde s termínem kyberprostor, který definuje „jako sociální arénu, do níž vstupují všichni sociální aktéři, kteří používají ke vzájemné sociální interakci pokročilé informační technologie. Toto pojetí kyberprostoru podle Hakkena odkazuje ke všem potenciálním životním stylům, svázaným s kulturním bytím, (re)produkovaným prostřednictvím pokročilých informačních technologií.“